# Электролитическая диссоциация
Электролити́ческая диссоциа́ция — процесс распада молекул электролитов на ионы при растворении или плавлении.

## Диссоциация в растворах
Диссоциация на ионы в растворах происходит вследствие взаимодействия растворённого вещества с растворителем; по данным спектроскопических методов, это взаимодействие носит в значительной мере химический характер. Наряду с сольватирующей способностью молекул растворителя определённую роль в электролитической диссоциации играет также макроскопическое свойство растворителя — его диэлектрическая проницаемость.

## Диссоциация при плавлении
Под действием высоких температур ионы кристаллической решётки начинают совершать колебания, кинетическая энергия повышается, и наступит такой момент (при температуре плавления вещества), когда она превысит энергию взаимодействия ионов. Результатом этого является распад вещества на ионы.

## Классическая теория электролитической диссоциации
Классическая теория электролитической диссоциации была создана С. Аррениусом и В. Оствальдом в 1887 году. Аррениус придерживался физической теории растворов, не учитывал взаимодействие электролита с водой и считал, что в растворах находятся свободные ионы. Русские химики И. А. Каблуков и В. А. Кистяковский в 1891 году применили для объяснения электролитической диссоциации химическую теорию растворов Д. И. Менделеева и доказали, что при растворении электролита происходит его химическое взаимодействие с водой, в результате которого электролит диссоциирует на ионы.
Классическая теория электролитической диссоциации основана на предположении о неполной диссоциации растворённого вещества, характеризуемой степенью диссоциации α, то есть долей распавшихся молекул электролита. Динамический прогресс между недиссоциированными молекулами и ионами описывается законом действующих масс. Например, электролитическая диссоциация бинарного электролита KA выражается уравнением типа:
{\displaystyle {\mbox{KA}}\rightleftarrows {\mbox{K}}^{+}+{\mbox{A}}^{-}}
Константа диссоциации {\displaystyle K_{d}} определяется активностями катионов {\displaystyle a_{K^{+}}}, анионов {\displaystyle a_{A^{-}}} и недиссоциированных молекул {\displaystyle a_{KA}} следующим образом:
{\displaystyle K_{d}={\frac {a_{K^{+}}\cdot a_{A^{-}}}{a_{KA}}}}
Значение {\displaystyle K_{d}} зависит от природы растворённого вещества и растворителя, а также от температуры и может быть определено несколькими экспериментальными методами. Степень диссоциации (α) может быть рассчитана при любой концентрации электролита с помощью соотношения:
{\displaystyle K_{d}={\frac {\alpha ^{2}}{1-\alpha }}f^{\pm }},
где {\displaystyle f^{\pm }} — средний коэффициент активности электролита.
Классическая теория Оствальда и Аррениуса применима для слабых электролитов в разбавленных растворах. Для сильных электролитов применяют теорию Дебая—Хюккеля.

## Слабые электролиты
Слабые электролиты — электролиты, незначительно диссоциирующие в водных растворах на ионы. Процесс диссоциации слабых электролитов обратим и подчиняется закону действующих масс.
- почти все органические кислоты и вода;
- некоторые неорганические кислоты: HF, HClO, HClO2, HNO2, HCN, H2S, HBrO, H2CO3, H2SiO3, H2SO3, H5IO6 и др.;
- некоторые малорастворимые гидроксиды металлов: Fe(OH)3, Zn(OH)2 и др.

## Сильные электролиты
Си́льные электроли́ты — химические соединения, молекулы которых в разбавленных растворах практически полностью диссоциированны на ионы. Степень диссоциации таких электролитов близка к 1. К сильным электролитам относятся многие неорганические соли, некоторые неорганические кислоты и основания в водных растворах, а также в растворителях, обладающих высокой диссоциирующей способностью (амиды, кислоты и др.).
Классическая теория электролитической диссоциации применима лишь к разбавленным растворам слабых электролитов. Сильные электролиты в разбавленных растворах диссоциированы практически полностью, поэтому представления о равновесии между ионами и недиссоциированными молекулами лишено смысла. Согласно представлениям, выдвинутым в 20—30-х гг. XX в. В. К. Семенченко (СССР), Н. Бьеррумом (Дания), Р. М. Фуоссом (США) и др., в растворах сильных электролитов при средних и высоких концентрациях образуются ионные пары и более сложные агрегаты. Современные спектроскопические данные показывают, что ионная пара состоит из двух ионов противоположного знака, находящихся в контакте («контактная ионная пара») или разделённых одной или несколькими молекулами растворителя («разделённая ионная пара»). Ионные пары электрически нейтральны и не принимают участия в переносе электричества. В сравнительно разбавленных растворах сильных электролитов равновесие между отдельными сольватированными ионами и ионными парами может быть приближённо охарактеризовано, аналогично классической теории электролитической диссоциации, константой диссоциации (или обратной величиной — константой ассоциации). Это позволяет использовать вышеприведённое уравнение для расчёта соответствующей степени диссоциации, исходя из экспериментальных данных.
В простейших случаях (большие одноатомные однозарядные ионы) приближённые значения константы диссоциации в разбавленных растворах сильных электролитов можно вычислить теоретически, исходя из представлений о чисто электростатическом взаимодействии между ионами в непрерывной среде — растворителе.
Примеры сильных электролитов: некоторые кислоты (HClO4, HMnO4, H2SO4, HCl, HBr; HI), гидроксиды щелочных и щёлочноземельных металлов (NaOH, KOH, Ba(OH)2); большинство солей.